# Жорж Моньє
Жорж Моньє (Georges Monier; нар. 18 лютого 1892 — пом. 1974) — бельгійський композитор. Чемпіон літніх Олімпійських ігор 1920 року.
У 1920 році він завоював золоту медаль в мистецькому конкурсі на Олімпійських іграх в категорії «Музика» за твір «Olympique» («Олімпійський»).
Був одним із засновників мистецького щотижневого журналу «7 Arts» і вів його музичний розділ.